# Stave (Krupanj)
Stave (Servisch cyrillisch Ставе) is een plaats in de Servische gemeente Krupanj. De plaats telt 450 inwoners (2002).